# ستيف ثورستون
ستيف ثورستون (بالإنجليزية: Steve Thurston)‏ هو صحفي ومؤلف ومصور أمريكي، ولد في 15 مايو 1974 في سانتياغو في تشيلي.